# Muriel Ressiguier
Pour les articles homonymes, voir Ressiguier.
Muriel Ressiguier, née le 21 décembre 1977 à Châteauroux, est une femme politique française, membre du parti Ensemble.

## Biographie
Muriel Ressiguier naît le 21 décembre 1977 à Châteauroux. Elle étudie dans les classes préparatoires littéraires du lycée Joffre, à Montpellier, avant d’obtenir une licence de lettres modernes, un diplôme d'études universitaires générales (DEUG) de communication, puis un brevet de technicien supérieur (BTS) assistante de direction. 

### Débuts
Fille d'un enseignant très engagé avec le Parti communiste français, elle commence sa vie politique en tant que militante à Montpellier alors qu'elle est au collège en s'opposant à la guerre du Golfe, puis la lutte contre le Front national la pousse dans les manifestations et l'action militante avec Ras l'front. En 2012, elle devient membre du Parti de gauche.
Tête de liste pour le Front de gauche aux élections municipales de 2014 à Montpellier, celle-ci obtient 7,56 % des suffrages exprimés au premier tour. Lors des élections départementales de 2015, elle se présente en binôme avec l'écologiste Nicolas Dubourg dans le canton de Montpellier-2. Ils arrivent en 5e position en obtenant 16,34 % des suffrages au premier tour.
Elle est élue conseillère régionale d'Occitanie lors des élections régionales de 2015, sur la liste EÉLV - FG menée par Gérard Onesta, où elle était tête de liste dans l'Hérault.

### À l'Assemblée nationale
Le 18 juin 2017, elle est élue députée dans la deuxième circonscription de l'Hérault lors d'une élection marquée par une abstention supérieure à 62 % au second tour,,. Mediapart relève que les déboires judiciaires de la candidate LREM Stéphanie Jannin qu'elle affronte lors de ce second tour, une volonté de sanction de la majorité municipale soutien de LREM, mais aussi la division des gauches, expliquent en partie sa victoire.
Bien que la loi ne l'y contraigne pas, elle démissionne de son mandat de conseillère régionale, auquel lui succède le suivant sur la liste d'union du second tour des élections régionales, Jean-Noël Badenas (PS). À l'Assemblée nationale, elle siège à la commission des Finances jusqu'en juillet 2018 et siège ensuite à la commission des Affaires culturelles et de l'Éducation.
La députée Muriel Ressiguier demande au ministre de l'Intérieur en 2017, puis au président de la République en 2018, la dissolution de la Ligue du Midi, groupe identitaire, à la suite du saccage filmé et revendiqué des locaux d'une association d'aide aux mineurs non accompagnés. Le 10 août 2018, elle appelle la mairie de Montpellier à supprimer ses subventions pour les fêtes de Saint-Roch, fête patronale catholique de la ville. Cette proclamation suscite une vague de réactions dont le démenti du maire Philippe Saurel qui précise qu'il n'y a pas de subventions cette année.
En 2018, lors de la perquisition de l'Office central de lutte contre la corruption et les infractions au siège du Parti de gauche, Jean-Luc Mélenchon l'aurait publiquement rappelée à l'ordre,.
En novembre 2019, deux anciennes attachées parlementaires employées par Muriel Ressiguier l'attaquent aux prud'hommes pour travail dissimulé, harcèlement moral, licenciement nul et abusif, manquement à la sécurité ainsi que pour de nombreuses heures supplémentaires non payées. Plusieurs autres employés présents en début de mandat affirment dans une enquête Mediapart que leur employeuse les invitait à dormir sur un matelas sous le bureau plutôt que de leur payer l’hôtel,. Muriel Ressiguier récuse la charge de harcèlement mais confirme, dans un communiqué, le licenciement pour faute grave. Elle annonce également porter plainte au pénal contre l’inspectrice du travail saisie par les anciennes collaboratrices pour extorsion de fonds. Le jugement est rendu en juin 2022 : la députée est condamnée à verser des indemnités à ces deux anciennes collaboratrices pour licenciement abusif, le harcèlement moral n'est quant à lui pas retenu par le conseil de prud’hommes. 
Le 22 juillet 2020, Muriel Ressiguier et une autre députée, Fabienne Colboc, remettent un rapport sur le financement des centres régionaux des œuvres universitaires et scolaires (CROUS),.
Avec un groupe de militants et de militantes de La France insoumise de Montpellier, elle rejoint le parti Ensemble ! en septembre 2020 à la suite d'un désaccord avec la direction de LFI lors des élections municipales (celle-ci choisit de soutenir le mouvement Nous Sommes alors que la députée œuvrait à un rapprochement avec EELV et d'autres partis de gauche sous l'étiquette « Confluences »).  

### Après l'Assemblée nationale
Elle se porte candidate à sa réélection pour les élections législatives de 2022, sans avoir été investie par la France insoumise qui ne la reconduit pas : pour expliquer cette non-investiture, certains évoquent la plainte déposée par ses anciennes attachées parlementaires, la députée évoquant pour sa part les désaccords avec la direction de LFI, notamment au moment des municipales de 2020. Elle est battue dès le premier tour, n'obtenant que 4,99 % des suffrages exprimés, finissant en cinquième position. La candidate LFI investie par la NUPES, Nathalie Oziol, remporte l'élection au second tour. Cette candidature dissidente officialise, de facto, son expulsion du mouvement.
Elle annonce la création d'un parti politique « Humain et dignes » à la suite des élections législatives.
En juin 2024, Muriel Ressiguier est candidate en 76e position sur la liste du Parti communiste français lors des élections européennes, une position non éligible. 